# جان غارسيا
جان غارسيا هي ممثلة فلبينية، ولدت في 22 أغسطس 1969 بانجلس في الفلبين.

## وصلات خارجية
- جان غارسيا على موقع IMDb (الإنجليزية)
- جان غارسيا على موقع قاعدة بيانات الفيلم (الإنجليزية)